# Magdalena Jarosz
Magdalena Jarosz-Bradecka, również jako Magda Jaroszówna (ur. 27 stycznia 1952 w Krakowie, zm. 7 kwietnia 2015 tamże) – polska aktorka teatralna i filmowa.

## Życiorys
Urodziła się w Krakowie. Zadebiutowała jako aktorka na scenie Teatru im. Juliusza Słowackiego 6 listopada 1976, podczas studiów w krakowskiej Państwowej Wyższej Szkole Teatralnej im. Ludwika Solskiego, grając Friedę w „Zamku” Kafki. W trakcie nauki w szkole wyższej nie zezwolono jej na granie w filmie. Wydział Aktorski PWST ukończyła w 1977, pisząc pracę dyplomową na temat „Ulissesa” Jamesa Joyce’a. Studiowała na jednym roku z Iwoną Bielską, Aldoną Grochal, Zbigniewem Rucińskim, Alicją Bienicewicz i Andrzejem Hudziakiem.
Przez ponad trzydzieści lat Magdalena Jarosz pracowała w Starym Teatrze w Krakowie, gdzie zaczęła od udziału w spektaklach reżyserowanych przez Grzegorzewskiego i Jarockiego. Po raz ostatni wystąpiła w spektaklu „Pani Bóg Halina”.
Jej najważniejszą rolą filmową jest postać uciekającej sprzed ołtarza panny młodej z Kontraktu Krzysztofa Zanussiego.
Przygotowywała również kostiumy.
Magdalena Jarosz była żoną aktora i reżysera Tadeusza Bradeckiego. Została pochowana 13 kwietnia 2015 na Cmentarzu Komunalnym w Wieliczce.

## Nagrody
- 1980 Nagroda im. L. Schillera przyznawana przez ZASP[7]
- 1983 Nagroda za rolę Warwary w przedstawieniu Biedni ludzie Fiodora Dostojewskiego w Starym Teatrze w Krakowie na XVIII Ogólnopolskim Przeglądzie Teatralnym Małych Form w Szczecinie[11]
- 1989 Nagroda za rolę Gwendoliny w przedstawieniu „Bądźmy poważni na serio” Oscara Wilde’a w Starym Teatrze w Krakowie na XXIX Kaliskich Spotkaniach Teatralnych
- 2004 Nagroda w dziedzinie aktorstwa za rolę Pani Habersatt w przedstawieniu „Niewina” Dei Loher w Starym Teatrze w Krakowie na III Festiwalu Prapremier w Bydgoszczy

## Role teatralne
- Przedtem/Potem jako Żona z rosyjskiego małżeństwa
- Miasto snu jako Mata Hari[2]
- Pani Bóg Halina jako jedna z postaci udzielających wywiadu na temat sekt[12]

## Role filmowe
- 1976 Próba ciśnienia jako Agnieszka, dziewczyna Andrzeja
- 1980 Kontrakt jako Lilka Bartoszuk, żona Piotra[13]
- 1981 Wielki bieg jako Sławka, siostra Stefana, głównego bohatera[9]